# Heinz Leonhardsberger

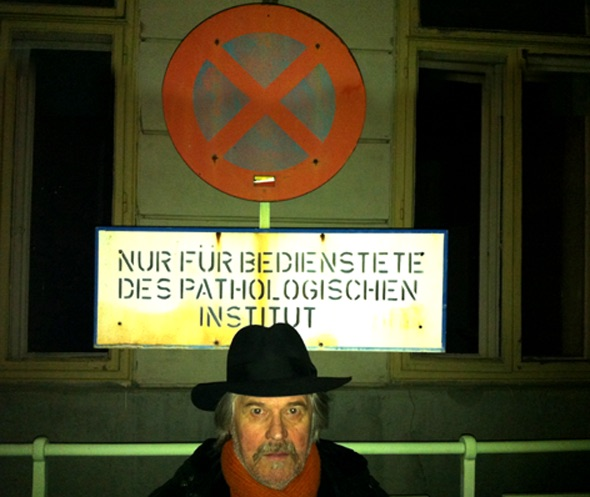
Heinz Leonhardsberger

Heinz Leonhardsberger (* 2. März 1946 in Wien) ist ein österreichischer Komponist, Musiker, Lichtmaler, Flaneur und Lebensautodidakt.

## Werdegang
Heinz Leonhardsberger ist einer der ersten österreichischen Komponisten, der mit Computern arbeitete. Er belegte ein Studium der Ethnologie, Musikwissenschaft und außereuropäischen Musik. Gemeinsam mit den Künstlern Johann Jascha und Turi Werkner wurde 1989 das Projekt Erwin entwickelt, ein für damals revolutionärer Versuch einer interaktiven elektronischen Kulturzeitschrift (auf VHS). In den 1960er Jahren spielte er Gitarre und Querflöte bei diversen Jazzformationen. Seit 1971 arbeitet er als Filmkomponist. Ab 1979 schuf er experimentelle Musik und Computermusik. In dieser Zeit fand er auch Beschäftigung mit Fotografie, audiovisueller Kunst und Computergrafik. Seither umfasst sein Schaffen nahezu alle Bereiche der E- und U-Musik. Musikrealisationen gab es in Österreich, Deutschland, Frankreich und den USA. Über 200 Werbemusiken entstanden in Europa. Es bestand eine langjährige Zusammenarbeit mit dem Fotografen Karl-Heinz Koller († 1995). Zu dessen Space Time Diagrams komponierte er Musik. Als ’Pataphysiker setzt er sein Faible für Surreales und Absurdes klanglich und optisch um. Von 1997 bis 2005 war Leonhardsberger Vorstandsmitglied des Österreichischen Komponistenbundes.

## Auszeichnungen
- Staats- und Förderungspreis für Werbung 1980
- Bronzemedaille Tanzfilmfestival New York 1993 für Collision
- Master of Award der Corporate Video & TV, Deutschland für Magic Crystal 1996

## Werkliste (Auswahl)

### Film
- 1977  Der Einstand, Reinhard Schwabenitzky
- 1979  Die Blinde Eule, Mansur Madavi
- 1980  Also es war so…, Karin Thomé
- 1981  Ein wenig Sterben, Mansur Madavi
- 1982  Heimkehr nach Deutschland, Eberhard Pieper
- 1983  Karambolage, Kitty Kino
- 1984  Dicht hinter der Tür, Mansur Madavi
- 1986  Erdsegen, Karin Brandauer
- 1987  Das Weite Land, Luc Bondy
- 1988  Klang und Raum, Otmar Schmiderer, Heinz Ebner
- 1989  Verkaufte Heimat, Karin Brandauer
- 1991  Lange Schatten, Mansur Madavi

### TV
- 1982  Hilf, wenn du kannst, Eberhard Pieper (5-teilige deutsche TV-Serie)
- 1985  Von einem, der auszog…,  Eberhard Pieper (6-teilige Deutsche TV-Serie)
- 1992  Universum – Paradiese auf Zeit, Kurt Mayer (3-teilige ORF-Serie)
- 1993  Collision, Othmar Schmiderer (Tanzvideo)
- 1993  Universum – Die Erde trägt, Kurt Mayer (3-teilige ORF-Serie)
- 1993  Jozef Tiso – Im Schatten des Führers, Jürgen Kaizig (TV-Spielfilm)
- 1994  Die Wurzeln der Demokratie (TV-Dokumentation)
- 1994  Ärzte – Im Rampenlicht, Jürgen Kaizig (TV-Spielfilm)
- 1994  A For Beginners, Kurt Mayer (offizieller Österreich-PR-Film)
- 1995  Vulkanland – Land der Täler, Kurt Mayer (TV-Dokumentation)
- 1995  Tatort – Die Freundin, Jürgen Kaizig
- 1996  The Magic of Crystal, Kurt Mayer (PR-Film zu 100 Jahre Swarovsky)
- 1997  Paranormal, Gerda Lampalzer (TV-Dokumentation)
- 1998  Universum – Die Entstehung der Alpen (TV-Dokumentation)
- 1999  OFLAG XVII-A, Arte (TV-Doku)
- 2000  Schauplatz Zukunft, Kurt Mayer (TV-Dokumentation)
- 2000  Skills & Thrills, Kurt Mayer (TV-Dokumentation)

### Theater
- 1984  Jeder Stern hat seine eigene Zeit
- 1988  Eine alltägliche Verwirrung
- 1990  Die Gegeneinladung, Liz King (Stadttheater Heidelberg)
- 1996  Ohne besser als…
- 1997  Der Jüdische Konvoi
- 1997  Die Wespe und ihr Karma

### Video
- Lightpaint (1984–2004)
- Geschichten von Menschen und Hirschkäfern
- It is
- Filmportrait Im Einklang, Matthias Krizanits (2008)

### Audio
- 1979 Schallplatte zur Eröffnung der UNO-City
- 1980 Schallplatte Electronic Classics
- 1982 Schallplatte Earthrise
- 1988 Schallplatte und CD It Is, Erdenklangverlag Hamburg
- 1997 CD Groovy Womann, Angela Berann (Produzent und Mitautor)

## ’Pataphysik
- Pseudonym: Ludzimil Ötzglümpf

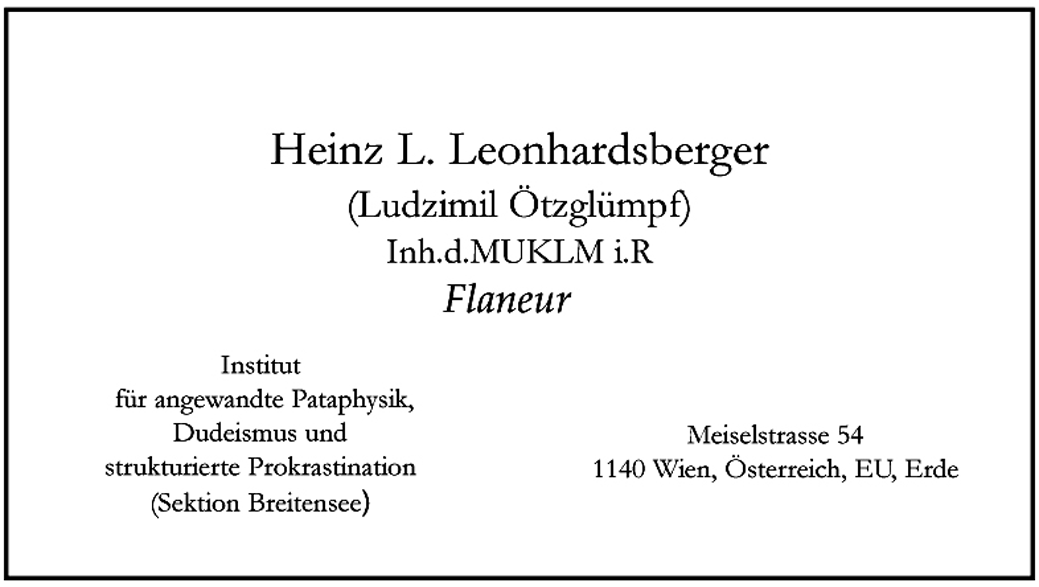
Ludzimil Ötzglümpf

- Inhaber der MUKLM i. R. (MUKLM = Musikalische Kleinmanufaktur)
- Leiter des Instituts für angewandte Pataphysik, Dudeismus und strukturierte Prokrastination (Sektion Breitensee)